# جیمز ترفیل
 جیمز ترفیل (انگلیسی: James Trefil؛ زاده ۱۰ سپتامبر ۱۹۳۸) یک فیزیک‌دان اهل ایالات متحده آمریکا است.